# 第三街

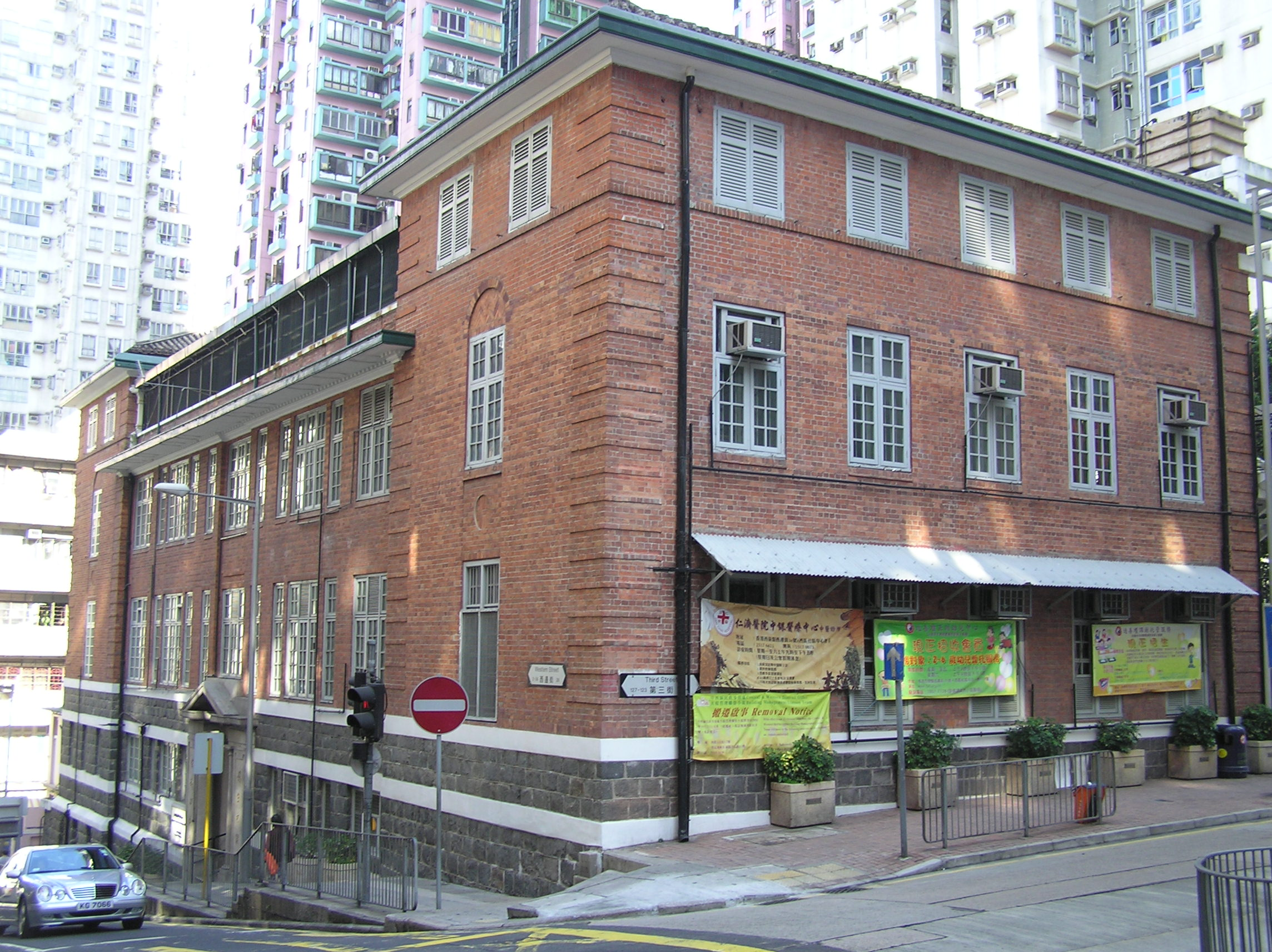
位於西邊街和第三街交界的西區社區中心

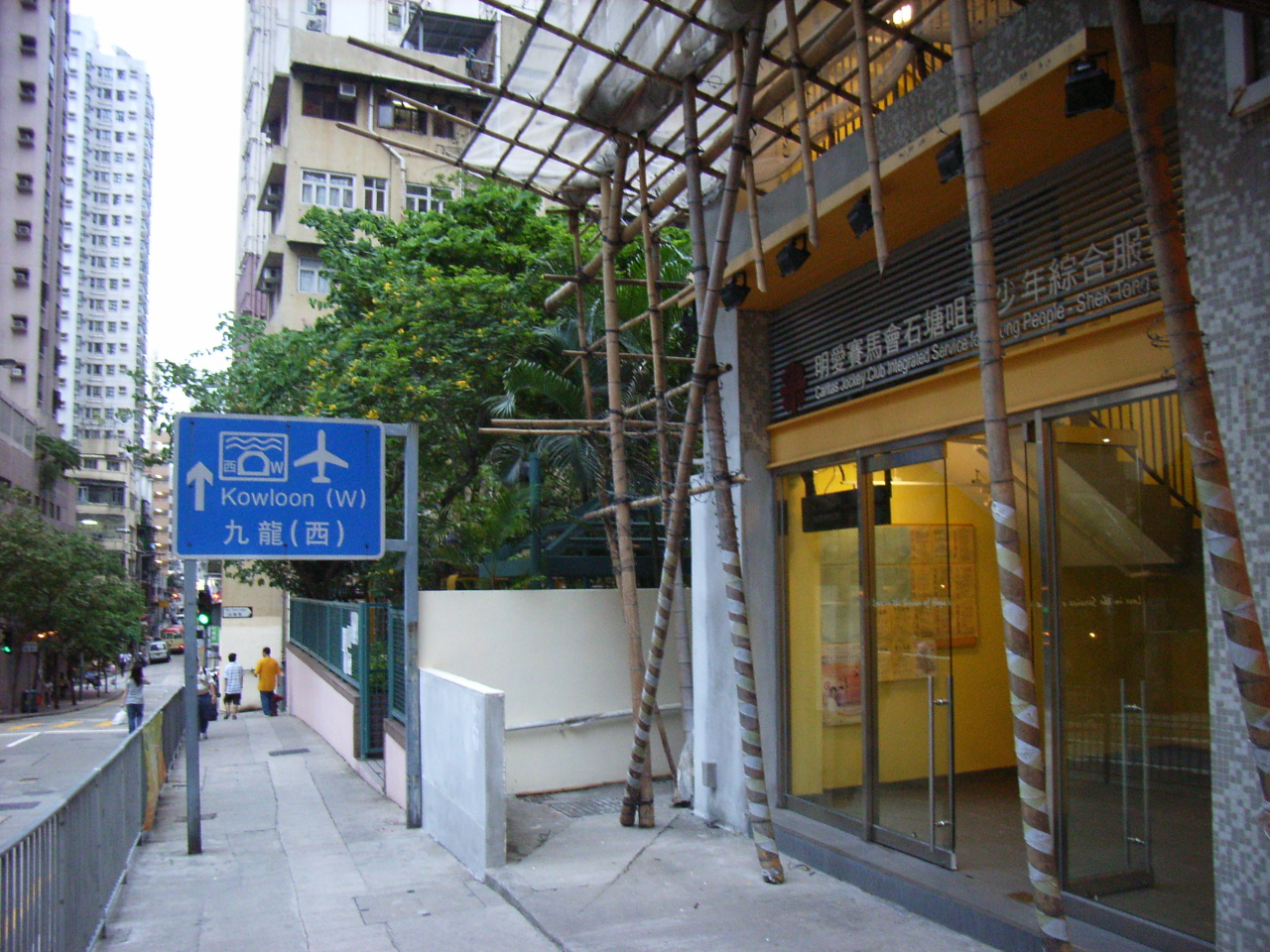
第三街近毓明閣明愛賽馬會石塘咀青少年綜合服務中心望第三街遊樂場

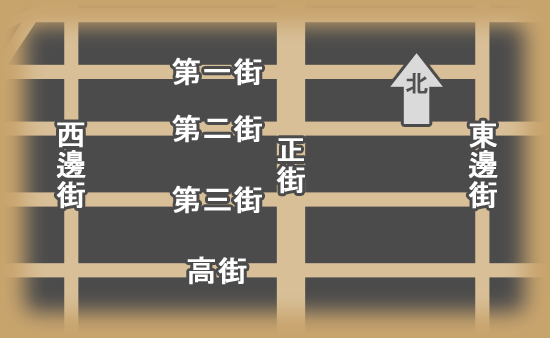
西營盤早期街道規劃

第三街（英語：Third Street）是香港島西營盤的一條單程行車的街道。
第三街西東走向，西端起自薄扶林道69號B聖安多尼堂，東端至東邊街近香港佐治五世紀念公園之西面。

## 歷史
薄扶林道聖安多尼堂至水街一段第三街曾稱為炮台道，後來併入第三街至今。

## 地標
第三街由西至東，沿途經過:
- 聖安多尼堂
- 聖類斯中學
- 毓明閣
- 錦明閣
- 廣豐里
- 廣豐臺
- 水街
- 西營盤郵政局（消防員已婚宿舍）
- 薄扶林道 36號
- 西邊街
- 西區社區中心
- 香港崇真會救恩堂
- 救恩學校
- 星鑽
- 正街
- 西營盤街市
- 東邊街
- 香港佐治五世紀念公園

## 外部連結
- 香港西營盤第三街的地圖 （页面存档备份，存于）

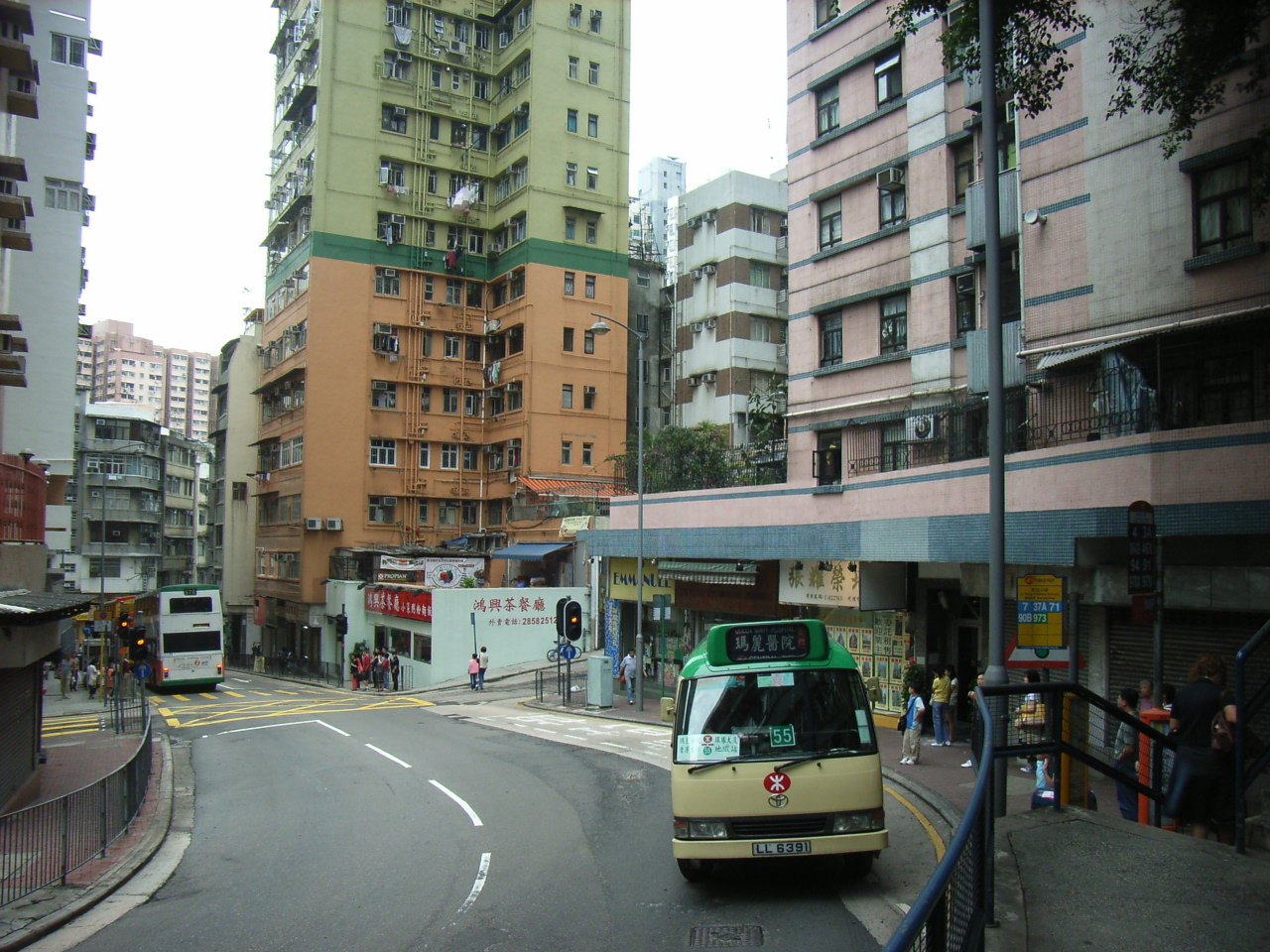
薄扶林道36號，近西營盤第三街127號的一段
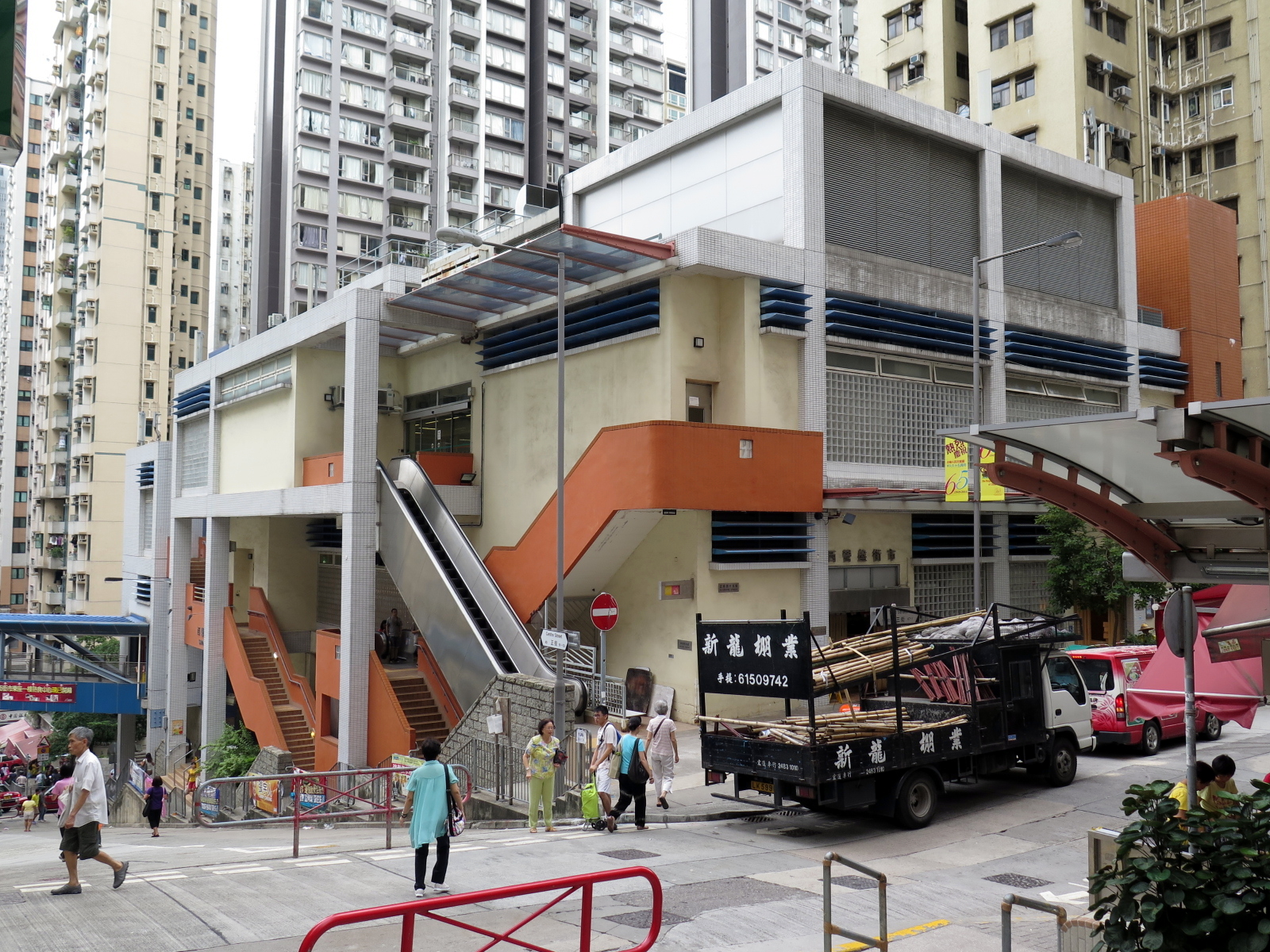
西營盤街市
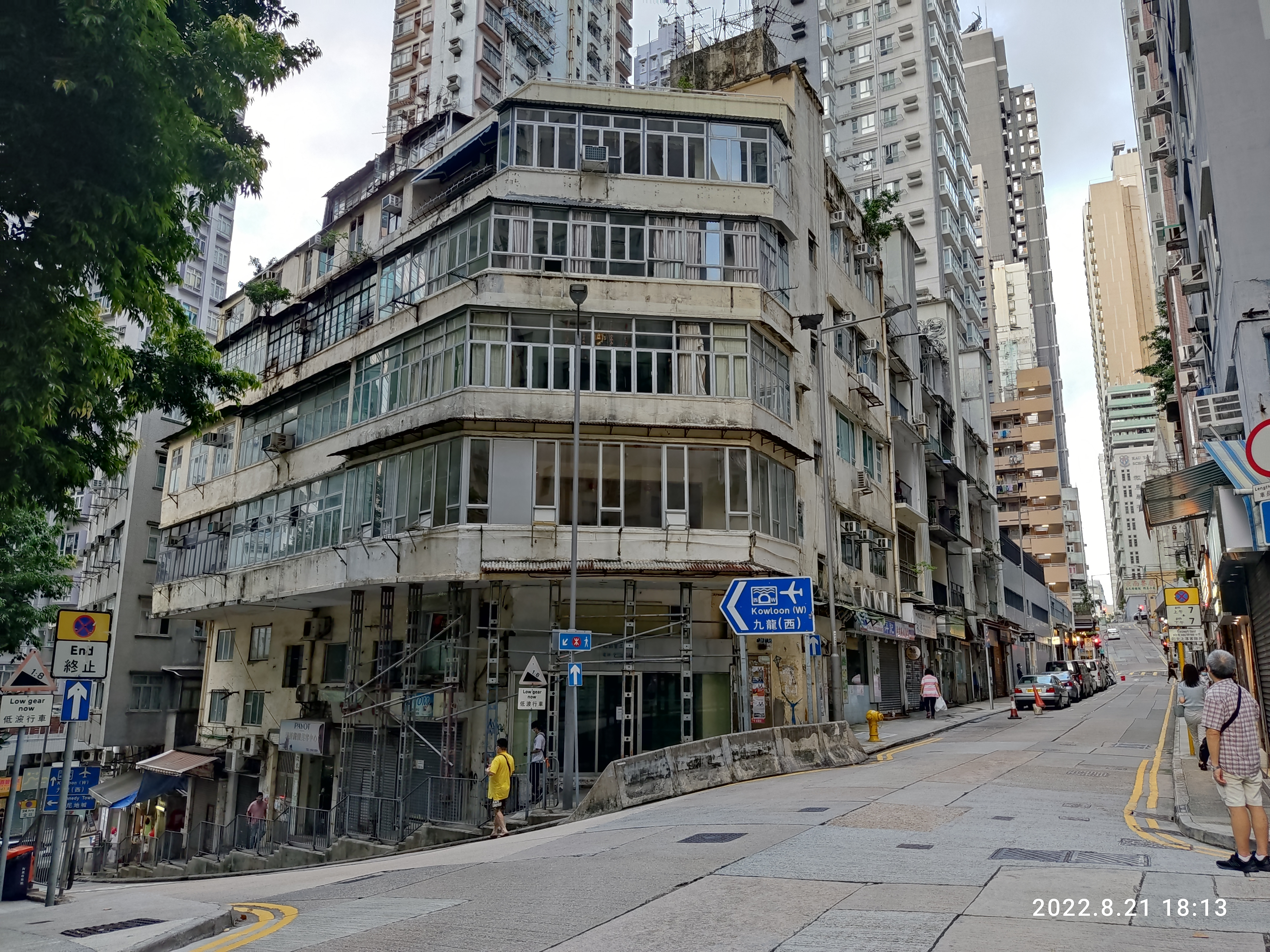
水街與第三街交界的唐樓
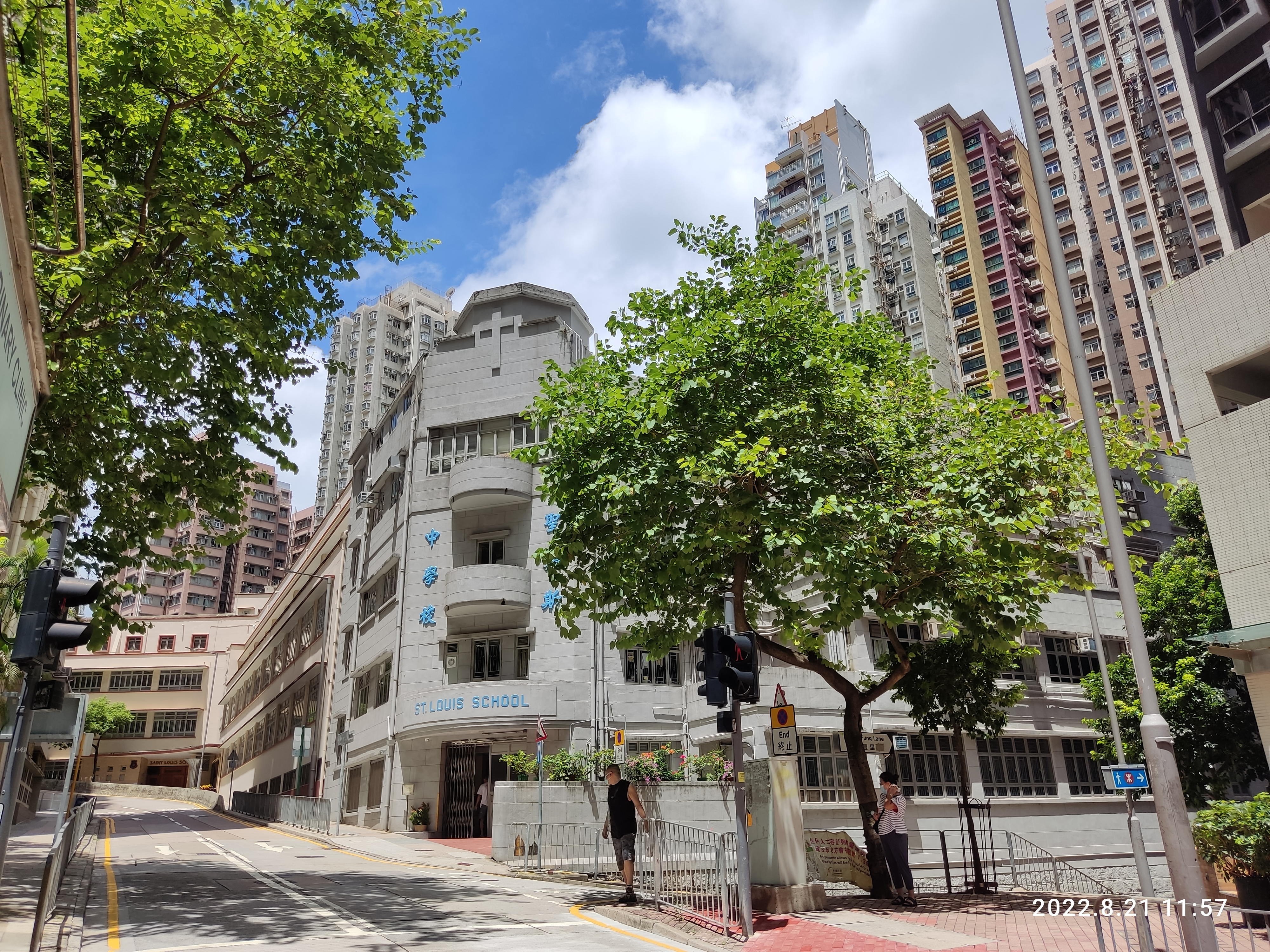
聖類斯中學